# Filip Piotrowicz

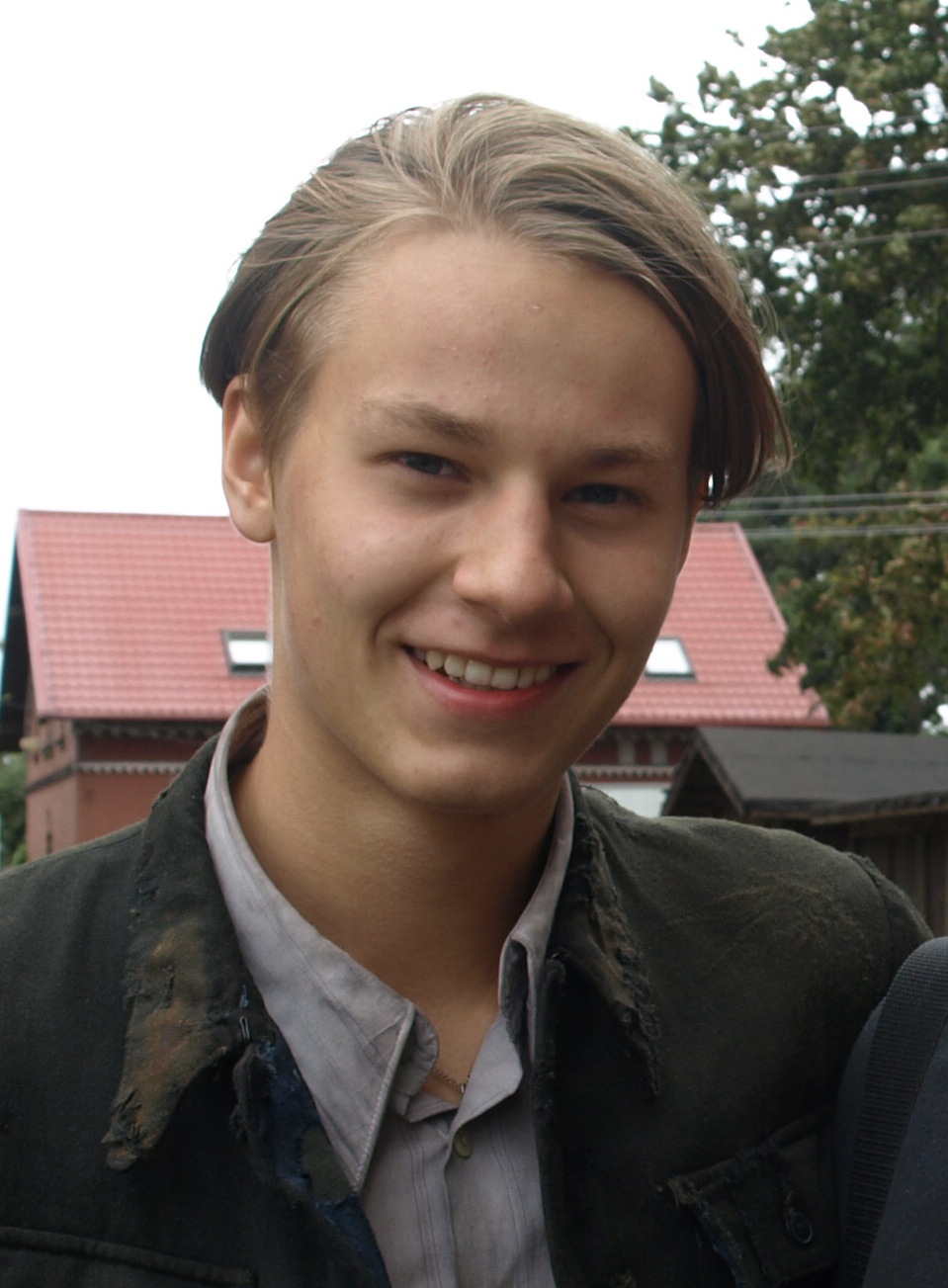
Filip Piotrowicz (2013)

Filip Piotrowicz (* 25. März 1996 in Olsztyn, Polen) ist ein polnischer Schauspieler. Er ist vor allem für seine Rolle als Romek in Michał Rogalskis Kriegsdrama Unser letzter Sommer bekannt, der durch die Deutschen Film- und Medienbewertung (FBW) als besonders wertvoll ausgezeichnet wurde.
Piotrowicz debütierte 2010 mit 13 Jahren in Jan Jakub Kolskis Drama Wenecja, wo er neben Magdalena Cielecka und Agnieszka Grochowska auftrat. 2011 trat er in Marcin Szuwarowskis Kurzfilm Żaklina auf. Seine erste bedeutende Hauptrolle spielte er 2015 in der polnisch-deutschen Produktion Unser letzter Sommer.
Piotrowicz hat zwei Brüder und eine Schwester. Derzeit lebt er in Oxford.

## Filmografie (Auswahl)
- 2010: Wenecja
- 2011: Żaklina
- 2015: Unser letzter Sommer
- 2019: Slad (TV-Serie)
- 2020: The Hater